# 郭家堡镇
郭家堡镇，是中华人民共和国甘肃省酒泉市敦煌市下辖的一个乡镇级行政单位。
2015年，甘肃省民政厅批复同意撤销郭家堡乡，设立郭家堡镇。

## 行政区划
郭家堡镇下辖以下地区：
六号桥村、前进村、大泉村、梁家堡村、土塔村和七号桥村。